# Nomuka

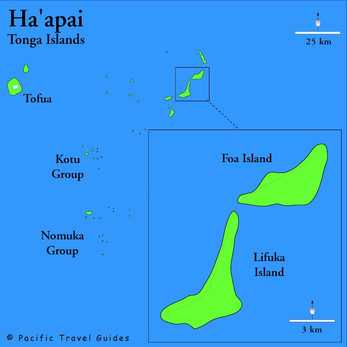
Lägeskarta, Nomukaöarna nedre vänstra delen

Nomuka (tonganska motu ʻo Nomuka) är en ö i Tonga i södra Stilla havet. Nomuka är också huvudön i den lila ögruppen Nomukaöarna (Ongo Nomuka) som ingår i Ha'apaiöarna.

## Geografi

### Nomuka
Nomuka ligger cirka 100 km norr om Tongatapu.
Ön är en korallö och har en sammanlagd areal om cirka 7.12 km² med en längd på ca 4 km och ca 2 km bred.
Den högsta höjden är Kota Maka på ca 45 m ö.h. och ligger på öns västra del och öns mitt utgörs av insjön Aro Ava.
Befolkningen uppgår till ca 500 invånare (1) där de flesta bor i huvudorten på öns sydvästra del. Förvaltningsmässigt ingår ön i distriktet Ha'apai division (2).

### Nomukaöarna
Ögruppen kallas även  ʻOtu Muʻomuʻaöarna. Den högsta höjden är vulkanen Hunga Tonga på ca 161 m ö.h. Öarna ligger ca 60 km sydväst och Lifuka och består av 20-tal öar varav övriga större är:
- Fonoifua, ca 0,39 km², ca 100 invånare
- Mango, ca 0,65 km², ca 100 invånare
- Nomukeiki, ca 0,68 km², obebodd
- samt ytterligare en rad mindre och obebodda öar som Meama , Nukufaiau, Nukutula, Luafitu, Otu Tolu, Tano'a och Telekitonga.
- Vulkanöarna Hunga Tonga och Hunga Ha'apai sydväst om ögruppen.

Öarna kan endast nås med fartyg då de saknar flygplats, det finns regelbundna färjeförbindelser med Tongatapu och Lifuka.

## Historia
Tongaöarna beboddes av polynesier sedan 2000-talet f.kr. under Lapitakulturen.
Den nederländske upptäcktsresanden Abel Tasman blev den 24 januari 1643 den förste européen att besöka Nomuka. Då namngavs ön Rotterdam Eylandt. Tasman upptäckte för övrigt även ön 'Ata och Eua.